# برنة
برنة  قرية سوريّة تتبع إداريّاً لمحافظة حلب منطقة جبل سمعان ناحية الزربة، بلغ تعداد سكانها 3,213 نسمة حسب التعداد السكاني لعام 2004.